# 월드 오브 투모로우
《월드 오브 투모로우》(영어: Sky Captain and the World of Tomorrow 혹은 줄임말 Sky Captain)는 2004년 개봉한 SF 액션 모험 영화이다.

## 줄거리
과학 기술이 진보된 세계관 속의 1939년. 체펠린 비행선 힌덴부르크 3호가 엠파이어 스테이트 빌딩 꼭대기에 정박한다. 이 비행선에 타고 있던 과학자 바르가스 박사는 바이알 두 병이 담긴 소포를 제닝스 박사 앞으로 전달하게 시키는데, 그 후 바르가스 박사는 사라진다.
신문 더 크로니클의 기자 폴리 퍼킨스는 바르가스 박사와 다른 저명한 과학자 다섯 명의 실종을 조사하던 중 라디오 시티 뮤직 홀에서 제닝스 박사를 만나 그가 토텐코프의 다음 표적이라는 정보를 얻는다. 그 순간 정체불명의 거대 로봇들이 도시를 공격하고, 폴리의 옛 연인이며 공군 용병 부대 지휘관인 도시의 영웅 “스카이 캡틴” 조 설리번이 개조된 커티스 P-40 워호크 전투기를 몰고 로봇들에 맞선다. 폴리는 위험을 무릅쓰고 로봇들의 사진을 찍고, 조에게 부탁해 격추된 로봇의 조사를 참관하게 된다.
폴리는 토텐코프 박사가 과거 신동 천재 과학자였으며, 실종된 과학자들과 함께 내일의 세계(“World of Tomorrow”)라는 프로젝트를 진행했다는 사실을 알아낸다. 폴리의 조사를 토대로 이들은 제닝스 박사의 연구실을 찾아가고, 암살자에게 당한 제닝스 박사는 죽어가며 폴리에게 토텐코프의 계획에 중요한 바이알 두 병을 건넨다. 폴리는 이 사실을 숨긴 채 조와 함께 부대 기지로 돌아간다. 기지는 드론 중대의 공격을 받고, 기지의 기술 전문가 덱스는 드론들을 관장하는 신호의 원천을 추적하고 그 위치를 지도에 표시한 뒤 납치된다.
조와 폴리는 덱스의 지도를 따라 네팔과 티베트를 거쳐 히말라야의 버려진 외딴 광산 기지에 도착한다. 토텐코프의 하수인들에게 붙잡힌 폴리는 바이알을 빼앗기고 다이너마이트가 가득한 방에 갇히지만 폭발 직전 조와 함께 탈출한다. 폭발 여파로 폴리의 필름은 거의 다 손상되고 두 사람은 기절한다. 두 사람은 전설 속의 샹그릴라에서 깨어나고, 토텐코프가 티베트 사람들을 강제로 우라늄 광산에서 일하게 했다는 사실과 그의 은신처 정보를 알게 된다.
은신처에 도달할 연료가 부족한 이들은 조의 옛 연인인 프랭키 쿡이 지휘하는 영국 왕립 해군의 비행 항공 모함을 만나 함께 토텐코프의 섬으로 향해 지원을 받는다. 조와 폴리는 산 지하에 숨겨진 비밀 시설에서 로봇들이 거대한 노아의 방주 로켓에 동물들과 바이알을 싣고 있는 모습을 목격한다. 덱스가 비행 바지선을 몰고 와 납치되었던 과학자 셋과 함께 두 사람 앞에 나타나고, 과학자들은 인류에 대한 희망을 잃은 토텐코프가 새로운 세상(내일의 세계)을 시작하려고 한다는 사실을 밝힌다. 바이알에는 위대한 인물들의 유전자 샘플이 담겨 있으며, 토텐코프는 이 유전자 물질을 이용해 완벽한 아담과 하와를 만들어 새 인류를 재창조하려 한다는 것이다. 로켓이 우주에 도달하면 재연소 장치가 대기에 불을 붙여 지구상의 모든 생명체를 파괴하고, 토텐코프의 이상적인 세상으로 다시 채울 계획이다.
토텐코프의 연구실로 향하던 중 과학자 한 명이 방어 체계에 당해 감전사한다. 토텐코프의 홀로그램이 나타나 인류에 대한 증오심을 드러내고 초인 인류를 만들겠다고 선언한다. 덱스가 방어 체계를 무력화시킨 뒤 이들은 토텐코프의 미라화된 시체를 발견한다. 그의 손에는 자신을 용서해 달라는 쪽지가 쥐어져 있다. 그는 이미 20년 전에 죽었지만 그의 기계들이 계획을 계속 수행해 온 것이었다.
조는 홀로 로켓을 내부에서 파괴하기로 결심하고 폴리에게 입을 맞춘 뒤 기절시킨다. 정신을 차린 폴리는 조를 따라 로켓에 탑승한다. 둘은 2단계 돌입 직전 동물들을 탈출용 포드에 태워 내보내고, 조는 암살 로봇을 전기 충격으로 제압한 뒤 로켓을 멈추는 데 성공한다. 조와 폴리가 하나 남은 탈출용 포드를 타고 탈출하는 동시에 로켓이 폭발한다. 폴리는 마지막 남은 필름 한 장을 동물들 대신 조를 촬영하는 데 쓴 뒤 자신이 렌즈 덮개를 벗기지 않았다는 사실을 깨닫는다.

## 출연진
- 주드 로 - 조지프 “조” 설리번/스카이 캡틴 역
- 귀네스 팰트로 - 폴리 퍼킨스 역
- 앤젤리나 졸리 - 지휘관 프랜체스카 “프랭키” 쿡 역
- 지어바니 리비시 - 덱스터 “덱스” 디어본 역
- 마이클 갬본 - 페일리 씨 역
- 오미드 절릴리 - 카지 역
- 바이 링 - 정체 미상 여성 역
- 줄리언 커리 - 호르헤 바르가스 박사 역
- 트레버 백스터 - 월터 제닝스 박사 역
- 칸 본필스 - 소름 끼치는 남자 역
- 로런스 올리비에[1] - 토텐코프 박사 역

## 우리말 녹음
| MBC 성우진 (2007년 2월 3일) - 박선영 - 폴리 퍼킨스(귀네스 팰트로) - 안지환 - 조(주드 로) - 유은숙 - 프랭키 쿡(앤젤리나 졸리) - 김태훈 - 페일리(마이클 갬본) - 이도련 - 호르헤 바르가스(줄리언 커리) - 신성호 - 토텐코프(로런스 올리비에) - 최석필 - 최한 - 덱스(지어바니 리비시) - 김두희 - 양준건 - 류승곤 | MBC 제작진 - 그래픽 디자인 - 박명호 - 편집감독 - 양광춘 - 녹화 - 방호명 - 음향 - 김희준 - 보조진행 - 유영재 - 음향효과 - 김홍식, 군영인 - 녹음·믹싱 - 이승현 - 번역 - 정미선 - 우리말 연출 - 문형찬 |  |

## 같이 보기
- 디젤펑크
- 펄프 매거진